# トヨタ・サクシード
サクシード（Succeed）はトヨタ自動車がかつて製造・販売していたライトバン型、およびステーションワゴンタイプの自動車である。

## 概要
2002年（平成14年）7月2日発表・発売。プロボックス同様、2002年（平成14年）7月販売型は初代ヴィッツ系統のプラットフォーム（NBCプラットフォーム）を、2014年（平成26年）9月改良型は3代目ヴィッツ系統、および日本国内市場向け11代目カローラシリーズ（2代目カローラアクシオ・3代目カローラフィールダー）系統等のプラットフォーム（Bプラットフォーム）をそれぞれ基に作られ、2002年（平成14年）7月販売型では商用のバンモデルと、乗用のワゴンモデルがそれぞれ設定されている。
サクシードはミディアムサイズの商用モデルを担っていたカルディナバンに替わり、カローラバン / スプリンターバンの後継車である姉妹車のプロボックスと共にバンとしての使い勝手を念頭に置いた専用設計を用いて開発されたモデルである。
余分な装備がないことと価格が低廉なことから、カスタムカーのベース車両として、姉妹車のプロボックス同様に人気がある。フロントマスクをクライスラー300C風に改造しているものや、8ナンバー登録のキャンピングカーに仕上げて販売している例がある。
ワゴンモデルは2013年（平成25年）10月11日、バンモデルも2020年（令和2年）5月6日に製造終了となり、姉妹車のプロボックスへ統合された。

## 開発経緯
開発コンセプトとしては以下の通り。
- 日産・ADバンを凌駕する性能を確保。
- 貨物車バン（4ナンバー）をメイングレードとして、使い勝手のよさを追求。
- 「シンプル イズ ベスト」。無用な加飾の排除による徹底したコストダウン。

要因として
- 先代車であるカローラバン／スプリンターバンの陳腐化。生産10年目の節目でもあった。
- カローラバン／スプリンターバンとカルディナバンの統合による合理化。
- 対抗車種の日産・ADバンのフルモデルチェンジによる、商用車市場でのシェア低下[注釈 1]。

フロントプラットフォームは2002年7月 - 2014年8月型の場合、コストを考慮した結果、プリウス/カローラ系（MCプラットフォーム）ではなく、初代ヴィッツ系（NBCプラットフォーム）のものを流用し、車両総重量に見合った衝突安全性を確保するため、前端部を延長した。リアフロアパンは荷室容積を最大限確保するため、ショックアブソーバーを後傾させ、床下配置を可能とした専用品を新開発。後輪の足回りには、プロボックス&サクシード専用に開発された4リンク式車軸懸架（4WD車は4リンク式ライブアクスル）+コイルスプリングを採用し、さらにラテラルロッドを加え（計5リンク）、積載物による車高変動や、側方からの入力時にも安定走行ができる様に配慮がなされている。前輪はヴィッツ用を流用したストラット式とした。ばね高さの短縮と積載重量を考慮し、ヴィッツ系では最大のばね定数となった。更に前後にスタビライザーを標準装備しており、ロールを低減している。これらの特性により、NBCプラットフォームでは最も硬質な足廻りとなっている。
インテリアについては、カローラバン、スプリンターバンの大口ユーザー等へのリサーチの結果、A4ファイルやB5サイズのモバイルノートパソコンが入る大型のドアポケットや、カードホルダーやペンホルダー、大容量の灰皿、モバイルノートPCやお弁当を置くための格納式テーブル、長距離走行でも疲れにくいシートなど、乗用車の派生ではなく、あくまでも商用バンをメイングレードとして考え、ビジネスユースにおける使い勝手のよさを徹底的に追求しており、よい意味での割り切りが感じられる。その一方で乗降用ドアノブはコストの安いフリップ式ではなく、乗用車で多く使われるバーグリップ（取手）式を採用している。
開発者の中に愛煙家がおり、空調の気流が灰皿の灰を飛ばさないように配慮された配置になっている。
カローラバンではステーションワゴン（後のフィールダー）のスタイリングを優先し、ボディが丸く、特にバックドアはかなり寝かされていたが、プロボックスは荷室容積を最優先し、徹底的に絞り込みの少ないボディ形状とした。
安全面については、他のトヨタ車同様衝突安全ボディーGOAが採用され、国土交通省の自動車アセスメントで最高レベルの星6つとなっている。環境性能は、全グレードで超低排出ガス車認定を受けている。ただし割り切りのため、ワゴングレードでも「F」は後部座席にヘッドレストが標準装備されていない。
ディーゼルエンジンの1ND-TV型搭載車はNOx・PM法の規制対象となっており、2007年（平成19年）9月までに販売を終了したことで姉妹車のサクシード同様、新車として販売されている日本国内向けの総排気量2,000 cc以下のディーゼル車が消滅した。一方で、改造扱いではない（型式指定を受けた）CNG車が設定されている。
車両開発は、カローラ/スプリンターバン・ワゴンと同様に、ダイハツ工業との共同開発で行われ、生産はグループ子会社のダイハツ京都工場で行われている。
日本メーカーの現行ライトバン（プロボックスと日産・AD）で唯一となっている部分がいくつかあり、設計段階から商用車専用に開発された、5速マニュアル車の設定があり、他のメーカーにOEM供給されていないという点がある（いずれも当初）。

## 2002年7月販売型（XP5#型・2002年 - 2014年）
- 2002年7月2日 - 発表・発売。
- 2003年5月15日 - 特別仕様車「TX Gパッケージ・リミテッド」を発売。

ワゴン「TX」をベースに、「Gパッケージの」装備品に加え、ボディ同色バンパー・サイドプロテクションモール・アウトサイドドアハンドル・ドアミラー（電動格納式リモコンドアミラー）、UVカット機能付プライバシーガラス、パワーウィンドウ、ワイヤレスドアロックリモートコントロールなどを装備した同日にTECSのラインナップとして「保冷バン」と「クーリングバン」を追加した。
- 2005年8月1日 - 一部改良。マニュアルレベリング機構付ヘッドランプを全車に採用するとともに、ハイマウントストップランプ（一部グレードを除くバンとワゴン全グレード）、ワイヤレスドアロック（一部グレードを除くバンとワゴン全グレード）、AM/FMマルチ電子チューナー付ラジオ&2スピーカー（バン全グレードとワゴン「TX」）も装備された。

なお、ワゴンの特別仕様車「TX Gパッケージ・リミテッド」はベース車に準じた一部改良を受け、販売を継続。
- 2008年8月1日 - 一部改良。ハイマウントストップランプがバンの一部グレードにも装備され、全車標準装備される。
- 2010年6月1日 - 一部改良。バンのガソリン・2WD・4AT車でオルタネーターの制御等の改良を行い、燃費を向上し、「平成22年度燃費基準+15%」を達成。さらに、ガソリン車全車でイリジウムプラグの標準採用、エンジンのECUを変更し、空燃比センサーを追加。排出ガスの低減を行ったことで「平成17年基準排出ガス75%低減レベル（☆☆☆☆）」認定を取得。

ボディカラーは新色のシルバーマイカメタリック、ベージュメタリックの2色を含む5色に整理された。なお、ワゴンの特別仕様車「TX Gパッケージ・リミテッド」はベース車の改良を行うとともに、14インチアルミホイールを追加装備。ボディカラーには専用色のマルーンブラウンマイカを追加の上、販売を継続。
- 2012年4月26日 - 一部改良。ワゴンにおいて、リア中央席に3点式シートベルトとヘッドレストを標準装備（「TX」は3点式シートベルトのみ標準装備で、ヘッドレストはオプション設定）。ワイヤレスドアロックリモートコントロール装着車の助手席キーシリンダーを廃止。全車で助手席シートベルト非着用警告灯およびリマインダーを廃止し、メーター内にシートベルトインフォメーション表示灯（いずれかのドアを開くと約10秒間点滅し、シートベルトの着用を促すもの。ブザーなし）を採用。

なお、ワゴンの特別仕様車「TX Gパッケージ・リミテッド」はベース車に準じた一部改良を受け、販売を継続。
- 2013年10月11日 - ワゴンモデルの販売を終了。ただし、バンモデルは継続販売となった。

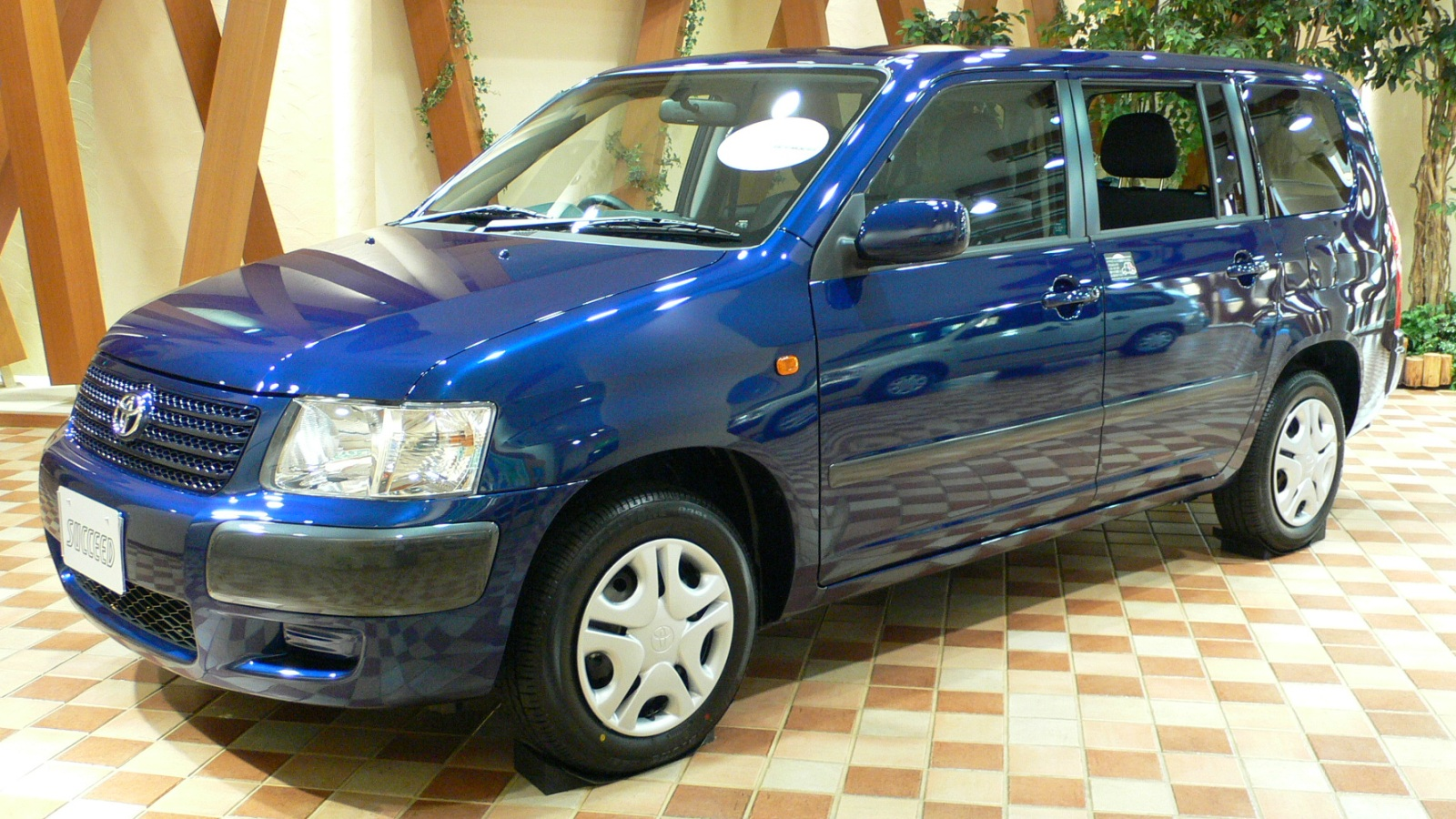
2002年7月販売型　ワゴンTX“Gパッケージ”
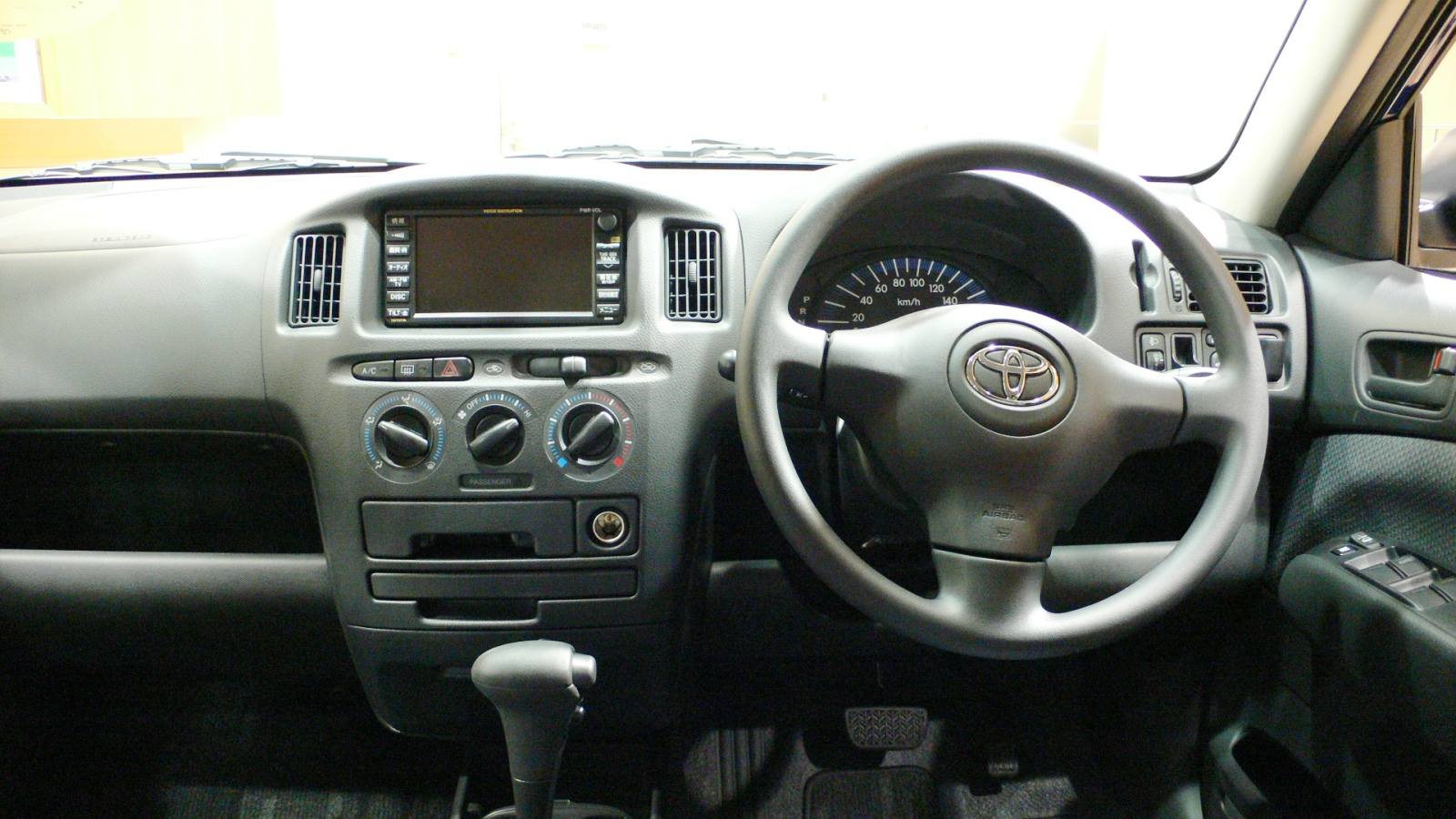
2002年7月販売型　ワゴンTX“Gパッケージ”　インテリア
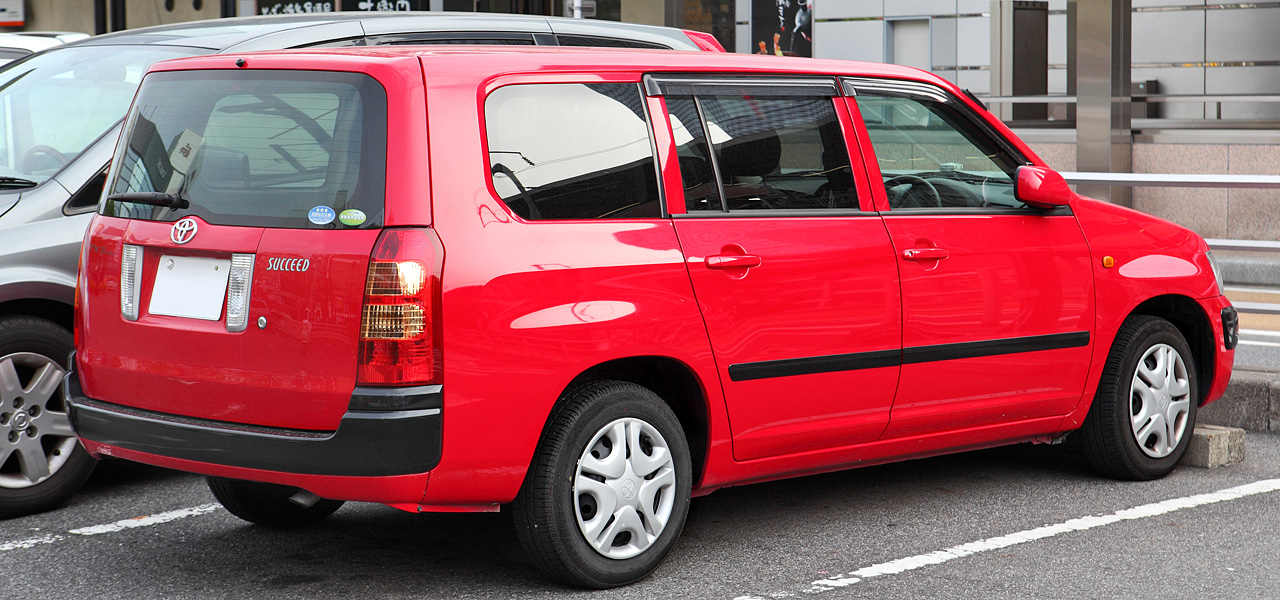
2002年7月販売型　ワゴンTX“Gパッケージ” （リア）

## 2014年8月販売型（XP16#V型・2014年 - 2020年 ）
- 2014年8月6日 - マイナーチェンジ（9月1日販売開始）[4]。この際、型式が2WD車がNCP160V、4WD車がNCP165Vと2002年7月販売型から大きく変更されているため自動車型式認定制度上はフルモデルチェンジとして扱われる。

トランスミッションをSuper CVT-iにすることで燃費を向上し、2WD車は「平成27年度燃費基準+10%」、4WD車も「平成27年度燃費基準」をそれぞれ達成した。安全面では歩行者障害軽減ボディ構造を採用するとともに、VSC&TRC、ヒルスタートアシストコントロール、緊急ブレーキシグナルを全車に標準装備し、フロントディスクブレーキを大径化（13インチ→14インチ）したことで制動力を高めた。
CVTを搭載するにあたり、前半分のプラットフォームをNBCプラットフォームからBプラットフォームに変更されているが、そのままでは搭載できないため、幅を60mmカットした上で従前のアッパーボディと組み合わせている。また、今回の改良を機にエクステリアがプロボックスと共通化され、最大積載量も400Kgに減り、違いはエンジンバリエーションとグレード構成のみとなった。サスペンション構造の最適化と車速感応型電動パワーステアリングを採用。フロントシート座面の形状を見直し、全車に標準装備されているマニュアルエアコンは冷却効率を向上した。
足踏み式パーキングブレーキの採用に伴い、運転席はセンタークラスターを中心に収納スペースを確保しており、ドリンクホルダーと照明を備えたセンタートレイは1Lサイズの紙パック飲料も収納可能なほか、インパネテーブルはA4サイズのノートパソコンや弁当が置けるように大型にし、オーディオスペース付近にはスマートフォンなどが収められるマルチホルダーを装備。インパネにはA4バインダーを収納できるトレイを設置した。
外観はタフさを強調するため、フロント周り（フロントバンパー&グリル、ヘッドランプ）やリアコンビネーションランプのデザインを変更（プロボックスと同一のエクステリアデザインとなる）。ボディカラーには新色の「ボルドーマイカメタリック」と「ライトグリーンメタリック」を追加し、6色展開とした。グレード体系は2002年7月販売型から継続の「U」・「UL」・「UL-X（「UL"Xパッケージ"」から改名）」に加え、ワゴンモデルに設定されていた「TX」をバンモデルにおける最上位グレードとして追加した。
- 2016年8月30日 - 一部改良[6]。

軽自動車を除く4ナンバーの2BOXタイプ商用車で初搭載となる衝突回避支援型プリクラッシュセーフティをはじめ、レーンディパーチャーアラート、オートマチックハイビームをセットにした衝突回避支援パッケージ「Toyota Safety Sense C」を全車に標準装備したほか、シフト操作時における急発進を抑制して衝突時の被害軽減に寄与するドライブスタートコントロールや、先行車を検知して信号待ちなどで先行車が発進したことに気付かずに停車し続けた場合、ブザーとディスプレイ表示でドライバーに知らせる先行車発進告知機能も標準装備。コンライトやイルミネーテッドエントリーシステムも新たに標準装備された。
また、2WD車にアイドリングストップ機能（Stop & Start System）を標準装備したことでJC08モード燃費を19.6km/Lに向上し、「平成27年度燃費基準+20%」を達成した。
- 2018年5月 - 衝突回避支援パッケージの名称を「Toyota Safety Sense C」から、「Toyota Safety Sense」に変更している[7]。（公式発表なし）
- 2018年6月21日 - マツダへ10代目ファミリアバンとしてOEM供給を開始。
- 2018年11月19日 - 一部改良並びにハイブリッド車（NHP160V型）の追加設定が発表された（12月3日発売）[8]。

一部改良では、既搭載の「Toyota Safety Sense」において、プリクラッシュセーフティに歩行者[昼]検知機能を追加したほか、イモビライザーを標準装備。内装ではUSBポートを標準装備し、マルチホルダーのサイズが拡大された。
新たに追加設定されたハイブリッド車は全グレードに設定されており、燃費消費率はWLTCモード（22.6km/L）・JC08モード（27.8km/L）両方に対応して「平成27年度燃費基準+25%」を達成するとともに、排出ガスのWLTCモードへの対応により、「平成30年排出ガス基準75%低減レベル（☆☆☆☆☆）」認定も取得している。装備面では、エアコンがオートタイプ（ヒーターコントロールパネルもプッシュ式）にグレードアップされ、運転席横にセンターコンソール小物入れを追加。また、運転席シートヒーターがオプション設定されている。
- 2020年5月6日 - バンモデルの販売を終了。同年5月1日から東京都を除く全ての地域での全車種併売化に伴って姉妹車のプロボックスの販売が開始されており、後述する取り扱いディーラーではプロボックスへ移行・一本化された。

## プロボックスとの相違点
姉妹車であるプロボックスとの間では、前身車の車格差による違いが表れていたが、その多くが2014年のマイナーチェンジで共通化され、主な違いは1.3Lエンジンモデルの有無程度となった。相違点は以下の通りである。

### 2002年7月販売型
外観
フロントグリル、フロントバンパー、フェンダー、リヤクオーターパネル、リヤバンパー、バックドア（テールゲート）、リアコンビランプ等の形状が異なる（ボンネット、フロントウインドシールドガラス、ヘッドランプ、ルーフ、ドアは共通）。
寸法
バックドアとリアバンパー形状の違いで、荷室長が20mm、全長が105mm長く、バンの2名乗車時に3尺×6尺（サブロク）の合板や畳がギリギリ収まる長さ(1830mm)となっている。
最大積載量
プロボックスの400kgに対し、サクシードの2WD車は50kg多い450kgとなっている。ただし車重が重い4WD車は400kg。先代カローラバンより50kg増えたが、先代カルディナバンよりは50kg減っている。
エンジン
バン・ワゴン共に1.5Lの1NZ-FE型ガソリンエンジンのみで、プロボックスに設定されている1.3Lガソリンエンジン、および1.5LCNGエンジンが存在しない。過去にはプロボックス同様、バンモデルに1.4Lの1ND-TV型インタークーラーターボ付直噴ディーゼルエンジンが設定されていたが、同エンジン搭載車は自動車Nox・PM法の規制対象に該当するため2007年9月にて販売を打ち切った。
トランスミッション
プロボックスはワゴン・バン共にマニュアルトランスミッションの設定があった。サクシードは、バンにのみマニュアルトランスミッションの設定があった。
ボディーカラー
サクシードのみにスーパーレッドV <3P0>の設定があった。後にこの色は廃止された。
装備
プロボックスでオプション装備でも、サクシードでは標準装備となるものがある。電動リモコンドアミラーについては、逆にプロボックスには標準装備、サクシードではオプション。
価格
上記の相違で、同じ型式ながら10万円程度高い価格設定となっていた。

### 2014年9月販売型
外観
リアに貼られた車名ステッカー以外は共通である。
寸法
全長（4245mm）・荷室長(1810mm)はプロボックスと統一された。
最大積載量
プロボックスと同じ400kgに統一。
エンジン
エンジンの差異は残されており、プロボックスに設定のある1.3Lガソリンエンジンは引き続きサクシードには設定されない。
トランスミッション
全車がCVTとなった。
ボディーカラー
両車共通の6色。
装備
車両価格が同じグレードであれば、装備も同様となるように揃えられた。
価格
1.5Lエンジンのモデル同士で比較すれば同額である（ただし一部グレードの北海道地区の価格が微妙に異なる）。

## 生産工場
生産はダイハツ工業・京都工場で行われている。

## 取り扱いディーラー
- カルディナバン（及びその前身のコロナバン、カリーナバン）の流れを汲むため、代替需要を狙い、それらを取り扱っていたトヨタ店、トヨペット店で販売されていた。
- 東京都では2019年4月以降、トヨタ東京販売ホールディングスと傘下のディーラー4社（東京トヨタ、東京トヨペット、トヨタ東京カローラ、ネッツトヨタ東京）を統合したことにより発足したトヨタモビリティ東京とネッツ店系のネッツトヨタ多摩で販売されていた（カローラ店系のトヨタ西東京カローラとネッツ店系のネッツトヨタ東都では取扱無し）。
- 香川県東かがわ市では2020年4月以降、県内のディーラー4社（ネッツトヨタ香川は不参加）が共同出資した東かがわトヨタ自動車販売が兄弟車のプロボックスに一本化したため、販売終了に先立って購入できなくなった。

## 車名の由来
- 英語で「成功する」と言う意味の「Succeed」から。

## 関連事象
サクシード、およびプロボックスは基本的に日本国内専用車として開発されているが、海外の市場（特に新興国や発展途上国）では自動車の資産価値が高いため、同様に日本国内専用車として開発されたプレミオおよびアリオン、カローラアクシオ（特に初代モデル（シリーズ通算10代目）のE140型）、ラウム、シエンタ、ポルテ、ノア、ヴォクシーなどとともにロシアやモンゴル、ミャンマー、マレーシア、インドネシアなどの各東南アジア地域へ大量に並行輸出されている。